# Sauropus podenzanae
Sauropus podenzanae är en emblikaväxtart som först beskrevs av Spencer Le Marchant Moore, och fick sitt nu gällande namn av Airy Shaw. Sauropus podenzanae ingår i släktet Sauropus och familjen emblikaväxter. Inga underarter finns listade i Catalogue of Life.